# Piazza IV Novembre
La Piazza IV Novembre está situada en el centro histórico de Perugia, Italia. Según Serafino Siepi «es la plaza más bella y antigua de la ciudad, situada en el centro de la misma».
Esta plaza asimétrica se abre en la convergencia de cinco ejes viarios que estructuran la ciudad medieval y por su escenografía ha representado en todas las épocas el lugar privilegiado para desempeñar las funciones urbanas de la ciudad: aquí se situaba el antiguo foro y se conservan monumentos de la época etrusco-romana.

## Historia
En el siglo X la sede episcopal se transfirió al nuevo tempo de San Lorenzo, y la plaza se convirtió en un espacio representativo del poder político-religioso, papel confirmado posteriormente con la instalación de los edificios del gobierno municipal. 
Su aspecto actual es el definido con la remodelación de la Platea Comunis o Magna (espacio comprendido entre la Catedral y la actual Piazza della Repubblica), ordenada por el municipio y realizada entre los siglos XIII y XV, según un proyecto urbano destinado a remodelar la acrópolis de la ciudad, centro de la vida colectiva de la sociedad comunal. La intervención se concentró en la ampliación de la Catedral de San Lorenzo y la edificación del Palazzo dei Priori. La plaza cambió de aspecto en 1591, cuando el cardenal Domenico Pinelli abrió una nueva calle de acceso, más amplia (la actual Via Calderini). Su escena urbana se caracteriza por las pendientes naturales del terreno y por contener los monumentos más importantes de la ciudad. 

## Monumentos

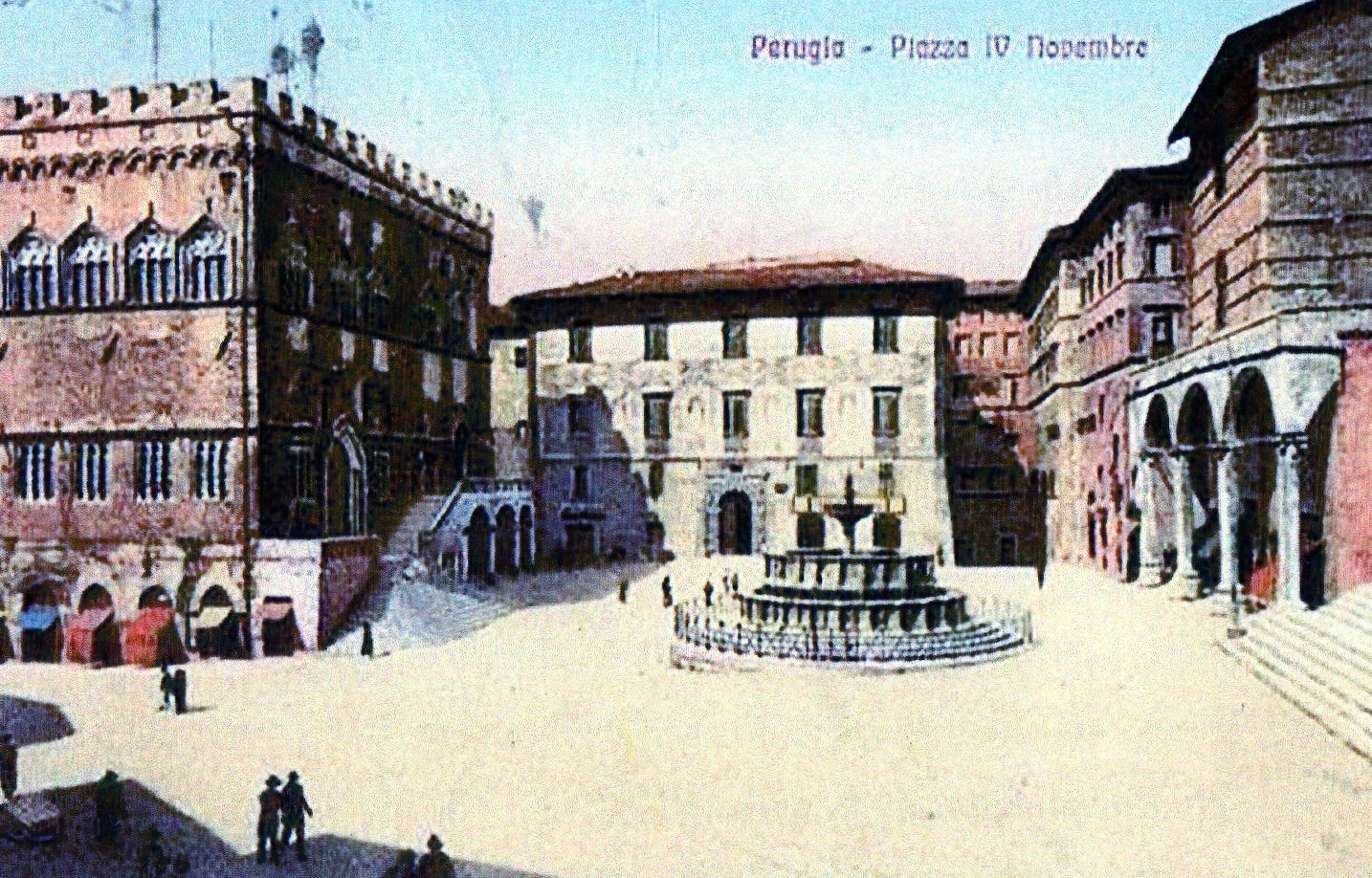
La plaza en los años cuarenta.

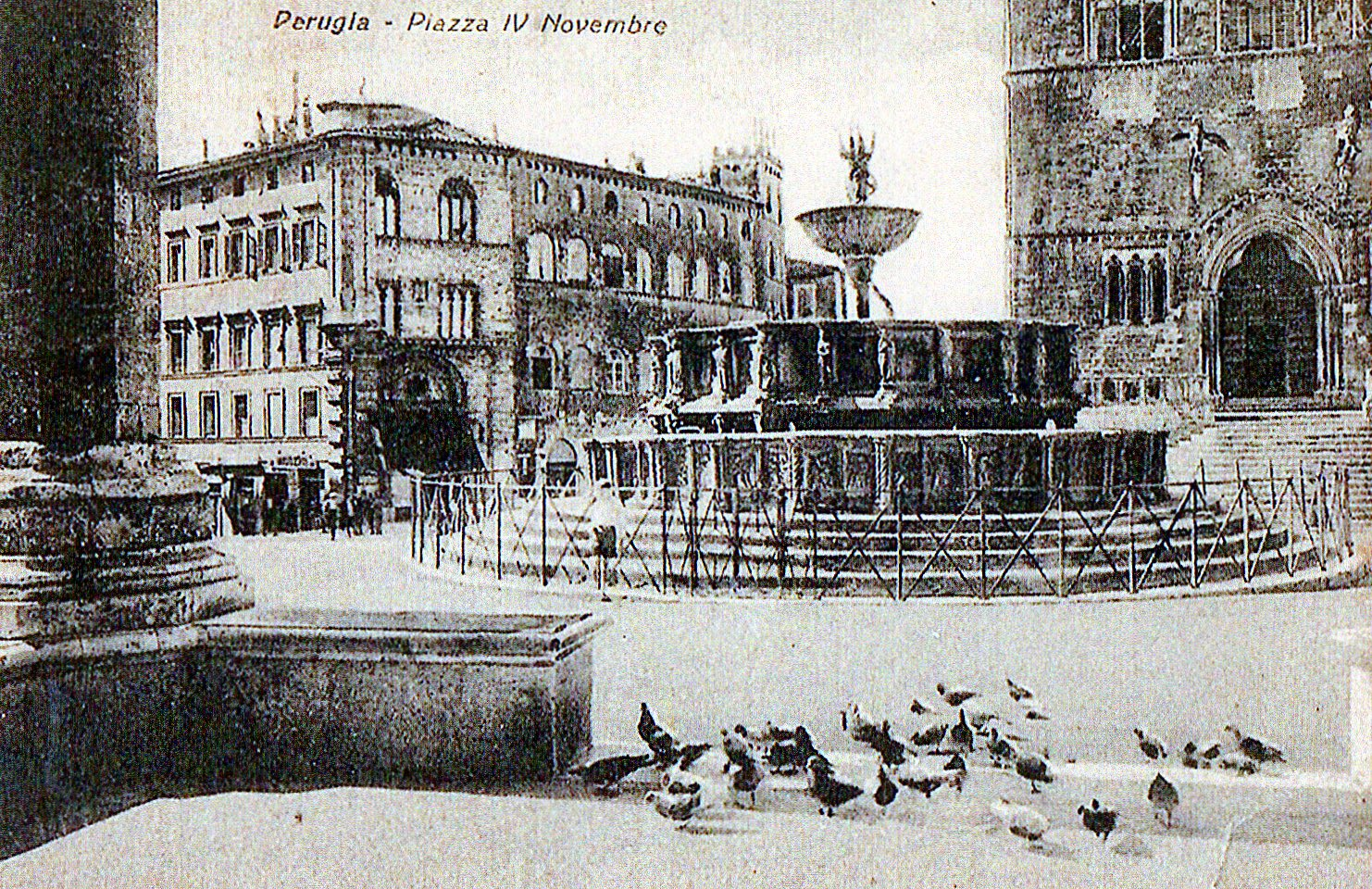
La plaza en los años treinta.

### Fontana Maggiore
En el centro de la plaza está colocada la Fontana Maggiore, centro urbanístico y visual de la plaza. Su decoración es obra de Nicola y Giovanni Pisano en la segunda mitad del siglo XIII, con la colaboración técnica y arquitectónica de Fra Bevignate y, por la parte hidráulica, de Boninsegna Veneziano. La decoración evoca, en el complejo mensaje iconológico, el programa político y cultural del municipio de Perugia. 

### Catedral de San Lorenzo
En la plaza, en lo alto de una escalera, se puede admirar un lado de la Catedral de San Lorenzo, con sus preciosos mármoles rosados. El portal de travertino es de Ippolito Scalza, según el diseño de Galeazzo Alessi. El nicho situado encima de él acoge un Crucifijo de Polidoro Ciburri colocado en 1540, emblema de la resistencia de Perugia en la Guerra de la Sal contra el papa Paulo III. A la izquierda del portal está la estatua de bronce de Julio III de Vincenzo Danti, mientras que en el lado derecho destaca un precioso púlpito del siglo XV.

### Palazzo dei Priori
En el lado opuesto está situado el Palazzo dei Priori, imponente ejemplo de la arquitectura gótica. La articulación de los volúmenes, la asimetría y la irregularidad de la planta ponen de manifiesto su larga construcción, que duró de 1293-97 hasta 1443, y el uso de construcciones preexistentes. Actualmente, es sede del municipio de Perugia y la Galería Nacional de Umbría. La escalinata de abanico sube a un gran portal que da acceso a la Sala dei Notari. En lo alto, apoyadas sobre ménsulas, están las copias del grifo de Perugia y el león güelfo, los dos símbolos de la ciudad, cuyos originales se encuentran en el interior del palacio. El Palazzo dei Priori está situado en el Corso Vannucci, y en la planta baja se encuentra la sala del Collegio della Mercanzia y el Collegio del Cambio.

## Eventos
La Piazza IV Novembre es escenario de conciertos de verano durante el festival Umbria Jazz. En otoño es sede de la Fiera dei Morti, evento tradicional que se celebra todos los años desde 1260, junto con la festividad de Todos los Santos.